# Peterborough
Peterborough is een unitary authority met de officiële titel van city, en het is een district in Engeland, in het ceremoniële graafschap Cambridgeshire en telt ongeveer 201.000 inwoners.

## Bezienswaardigheid

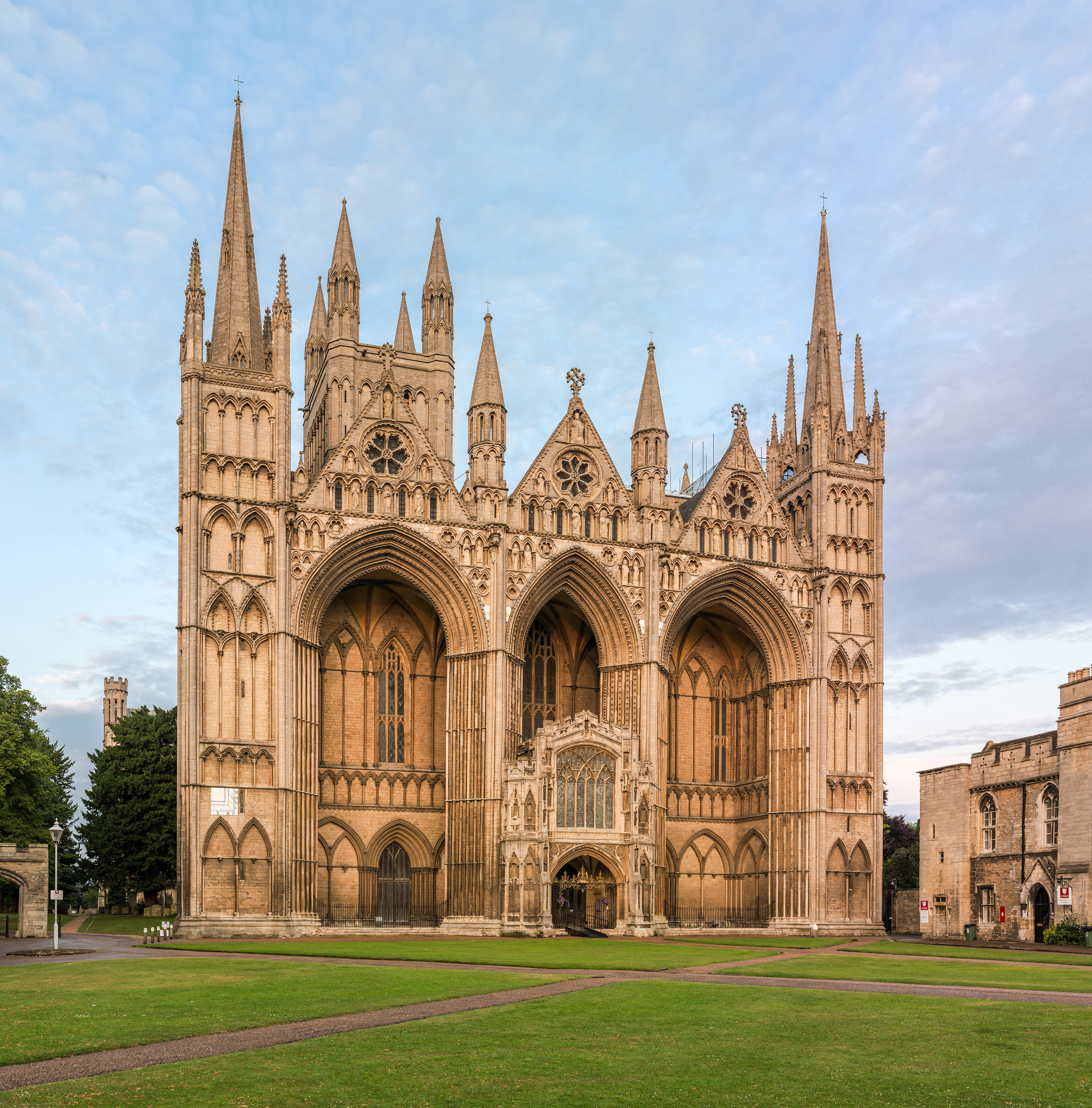
Kathedraal van Peterborough

Peterborough is voornamelijk beroemd om zijn kathedraal, waarvan de bouw begon in 1118 werd voltooid in de 16e eeuw; deze kathedraal is beroemd om zijn houten plafond met schilderingen uit 1220. De gevel van de kathedraal is Engels gotiek. In een van de zijbeuken is het graf te vinden van Catharina van Aragon, de eerste vrouw van Hendrik VIII van Engeland.

## Verkeer en vervoer
- Station Peterborough

## Sport
Peterborough United FC is de betaaldvoetbalclub van de stad en speelt haar wedstrijden in het London Road Stadium.
De Peterborough Phantoms is een semi-professioneel ijshockeyteam. Zij spelen hun wedstrijden in de Planet Ice Arena.

## Kiesdistricten
- Bretton
- Dogsthorpe
- Eastgate
- Fengate
- Fletton
- Gunthorpe
- Hampton
- Longthorpe
- Millfield
- Netherton
- New England (UK)
- Orton Brimbles
- Orton Goldhay
- Orton Longueville
- Orton Malborne
- Orton Waterville
- Orton Wistow
- Paston
- Ravensthorpe
- Stanground
- Walton
- Welland
- Werrington
- West Town (Peterborough)
- Woodston (Peterborough)

## Plaatsen in district Peterborough
- Milking Nook

## Civil parishesin district Peterborough
Ailsworth, Bainton, Barnack, Borough Fen, Bretton, Castor, Deeping Gate, Etton, Eye, Glinton, Hampton Hargate and Vale, Helpston, Marholm, Maxey, Newborough, Northborough, Orton Longueville, Orton Waterville, Peakirk, Southorpe, St. Martin’s Without, Sutton, Thorney, Thornhaugh, Ufford, Upton, Wansford, Wittering, Wothorpe.

## Geboren
- William Paley (1743-1805), christelijke apologeet, filosoof en utilitarist
- Maxim Reality (1967), zanger, rapper
- Caspar Pound (1970-2004), danceproducer
- Andrew Johns (1973), triatleet
- Julian Joachim (1974), voetballer
- David Bentley (1984), voetballer
- Isaiah Brown (1997), voetballer